# Max Van der Linden

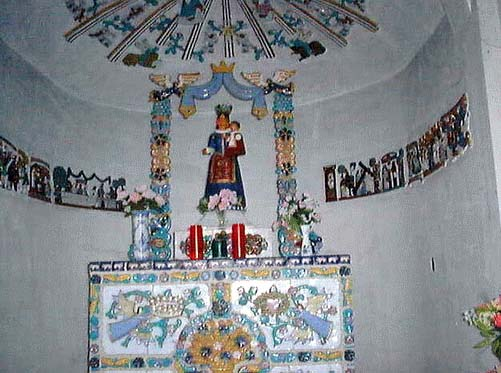
Intérieur de la chapelle Gosin à Nodebais

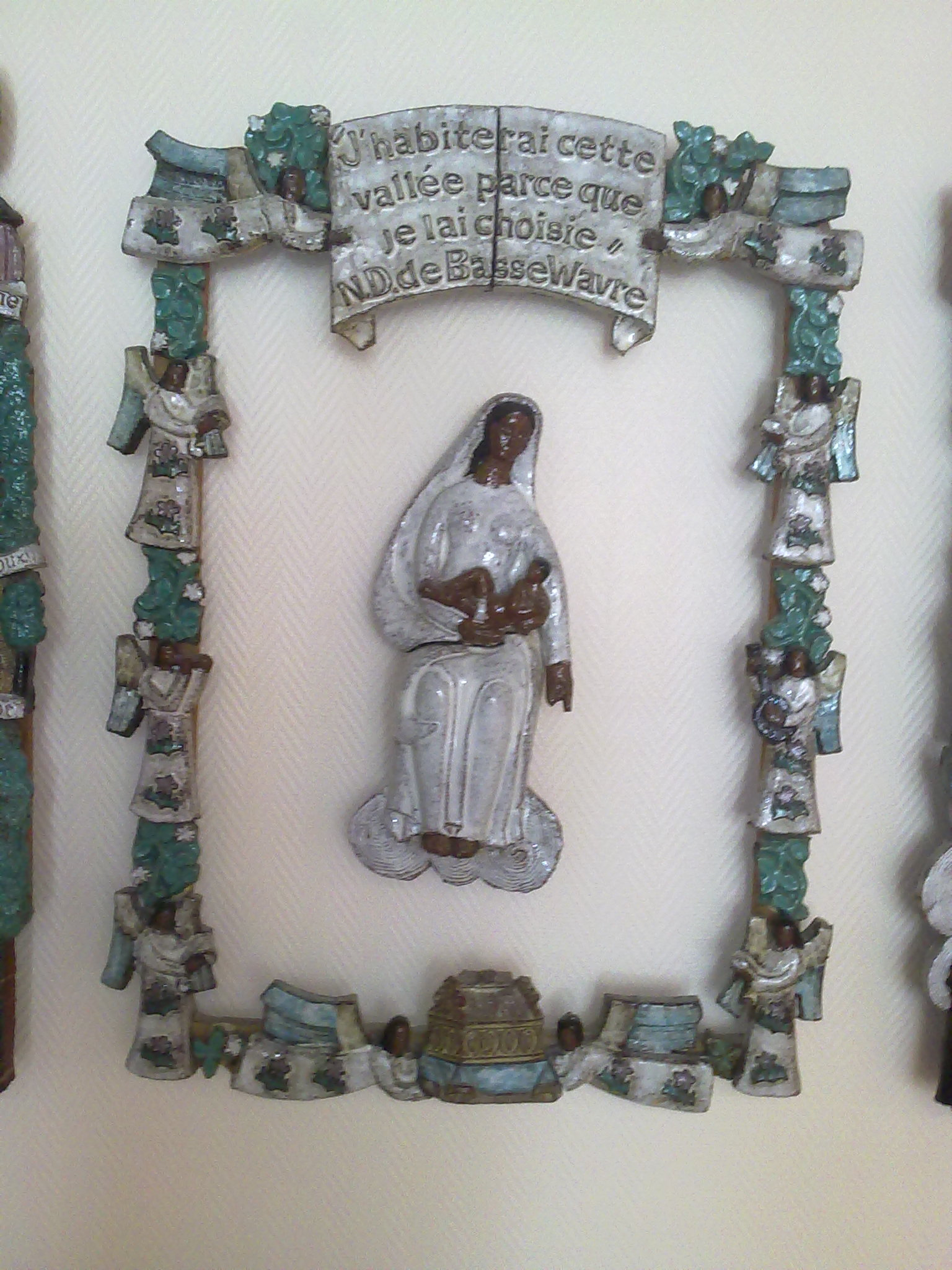
Œuvre de Max Van der Linden Ottignies Central

Maximilien (dit Max), Arthur, Joseph, Marie, Ghislain, Georges, baron van der Linden, (alias Miqui) né le 1er juin 1922 au château de Nodebais, Brabant Wallon, et mort le 25 novembre 1999 est un artiste céramiste belge.

## Historique
Il est diplômé de l'Institut des Arts décoratifs de La Cambre.
L'œuvre de van der Linden est inspirée par le message du Christ et guidée par un sens très large du sacré, ancrée dans la vie quotidienne et dans la ruralité. Elle aborde fréquemment des thèmes tels que la musique, la solitude, la mort, l’angoisse devant les mutations chaotiques ou menaçantes du monde contemporain.
Il y évoque discrètement une autre issue à travers un geste de solidarité, une rencontre par-delà les conventions ou un détail humoristique. Pour lui, chacun à sa manière est sacré et nécessaire au devenir de l’humanité.
Il était l'ami du roi Baudouin. Il fut à l'origine des Fêtes de la Saint-Martin, organisées chaque année au mois de novembre à Tourinnes-la-Grosse. Julos Beaucarne le décrit comme L’homme qui faisait des étoiles avec de la boue.
Son neveu et élève Stéphane Terlinden perpétue à sa manière l'art du tableau en céramique émaillée.

## Distinctions
Il fut élevé au rang de baron par le roi Albert II de Belgique en  1993.

## Œuvres
- Bernadette
- Le jeune homme riche
- Actus tragicus
- La rue des Brasseurs à Namur
- Antonio Vivaldi, le prêtre roux
- A Sang-Do et Shantoki
- Le Pays noir
- Les disciples d'Emmaüs
- L'orchestre
- La femme adultère
- La joie parfaite
- La maison de Julos
- A Notre-Dame du Rond-Chêne
- Festival Mozart
- Concerto pour quatre clavecins
- La Tour de Babel
- Le préau
- Cantate dans un violoncelle
- Danse macabre
- François chez le sultan

Une asbl porte son nom et s’efforce d’assurer la pérennité de ses œuvres actuellement rassemblées sur le site de la ferme d’Agbiermont à Nodebais, où il a toujours vécu ainsi que dans une salle de la maison communale de Beauvechain et dans l'église de Tourinnes-la-Grosse.